# Робеккетто-кон-Индуно
Робеккетто-кон-Индуно (итал. Robecchetto con Induno) — коммуна в Италии, в провинции Милан области Ломбардия.
Население составляет 4320 человек, плотность населения составляет 332 чел./км². Занимает площадь 13 км². Почтовый индекс — 20020. Телефонный код — 0331.
Покровительницами коммуны почитаются Пресвятая Богородица (Madonna delle Grazie), празднование на Фомино воскресенье, и святая Анна, празднование в последнее воскресение июля.